# Besma
Besma là một chi bướm đêm thuộc họ Geometridae.

## Các loài
- Besma endropiaria (Grote & Robinson, 1867)
- Besma quercivoraria (Guenée, 1857)
- Besma rubritincta (Cassino & Swett, 1925)
- Besma sesquilinearia (Grote, 1883)